# Декаденција
Декаденција (фр. décadence, према лат. decadere — опадати), и декаденца као синоним, ријеч која се употријебљава у разним доменима духовног и друштвеног живота у периоду или раздобљу њиховог опадања. Декаденција је такође правац у умјетности и књижевности с краја 19. вијека коме су својствени крајњи индивидуализам и формализам. У том смислу се може сматрати зачетком модернизма. 
Међу првима, овај је појам употријебио Гибон (18. вијек) у дјелу Историја декаденције и пада римске империје (History of the Decline and Fail of the Roman Empire). Тако је ријеч декаденција у историјској науци синоним за пад и/или распад једне цивилизације или друштва. 
У књижевности ријеч декаденција обиљежава фазу књижевно-умјетничког развоја симболизма, у Француској и другим земљама Европе при крају 19. вијека (fin de siècle). То је стање духовног клонућа и осјећања руина („odor di morte”). Послије 1880. атмосфера сплина и беспућа добија разнолике поетске и непоетске облике. Облачи се у рухо боемије, исказује се у артистичком рафинману, у теорији чисте поезије, која се затвара у кулу од слоноваче. Епитет „декадент” су лансирали Теофил Готје (Предговор за 3. изд. Бодлерових Fleurs de Mal) и Верлен у славном сонету Некада и недавно (Judis et Naguère). Ријеч је постала лозинка и синоним изазова према вијеку позитивизма.
Морис Ролина, музичар, глумац, пјевач и пјесник, међу првима је исказао дух „неурозе” пјевајући, по кабареима, „дивљим гласом” Бодлерове кошмарске стихове. Овај „узнемирени сањар” гоњен „црним псом” зебње, написао је збирку стихова Les Nevroses (Неурозе) . Тип идеалног декадента насликао је у прози Ј. К. Уисманс у дјелу Против струје (A rebours, 1885). Главни јунак Жан Флоресас дес Есент (Jean Floresses des Esseintes) је „декадент”, који се излучио из живота да би живјео у складу са својим естетичким теоријама, у свијету слика, вагнеровске музике и филозофије Шопенхауера. 
Декаденти одбацују љубав, култивишу вјештачке рајеве својих болесних снова, презиру рјечитост и теже ка „идеалној музици” („Prends l'éloquence et dords-lui — son cou!” — „Зграби рјечитост и заврни јој шију!”). Под утицајем Уисманса Оскар Вајлд ће написати свој роман Слика Доријана Греја (Picture of Dorian Grey, 1891) и Д’Анунцио дјело Уживање (Il Piacere, 1899). 
Поред поменутих појединаца формирају се у међувремену и групе декадената-боема под разним необичним именима: Хидропати, Затисти, Хирсити, Ми други, „Црни мачак” и др. Појављује се и ефемерна ревија Нови лијеви часопис (La Nouvelle Revue gauche, 1882), и часопис Лутеција (Lutèce), који је почео да објављује „проклете пјеснике” симболизма. 
Једни су примили „декаденте” као моду, други су их оквалификовали као „морбидни манијеризам”, екстравагантни култ извјештаченог. Новинар Лабријер је саркастичним стиховима у Фигароу „дефинисао” декаденте на сљедећи начин: 
„Син модернисте, / Унук идеалисте, / Нећак парнасоваца / У неку руку копиле реалиста / И сестрић у дванаестом колену / старог романтичара”. / 
Декаденти су утицали на развој поезије не само у Француској већ и у читавој Европи. У Енглеској, на теорију и праксу прерафаелита (Д. Росети и др.), у Италији (Џ. Пасколи, доцније крајем 19. вијека у естетском хедонизму Д’Анунција), у Њемачкој послије 1894. декаденција узима маха и протумачена је од стране Хермана Бара као „романтизам нерава” („Romantic der Nerven”); са естетизацијом и хипертрофијом индивидуализма иступају и руски декаденти (Фофанов, Д. С. Мерешковски и др.). Проблем декаденције остаје присутан и у модерној литератури 20. вијека (модернизам). 